# Манюхинский сельсовет
Манюхинский сельсовет — упразднённая административно-территориальная единица, существовавшая на территории Московской губернии и Московской области до 1954 года.
Манюхинский сельсовет был образован в первые годы советской власти. По данным 1924 года, он входил в состав Пушкинской волости Московского уезда Московской губернии[страница не указана 1108 дней].
В 1929 году Манюхинский сельсовет вошёл в состав Пушкинского района Московского округа Московской области.
17 июля 1939 года к Манюхинскому сельсовету был присоединён Витеневский сельсовет.
22 октября 1951 года из Манюхинского сельсовета в Марфинский сельсовет Краснополянского района было передано селение Юрьево.
14 июня 1954 года Манюхинский сельсовет был упразднён. При этом его территория была передана в Жостовский сельсовет.